# Harry Meyen
Pour les articles homonymes, voir Meyen.
Harry Meyen, né Harald Haubenstock le 31 août 1924 et mort le 14 avril 1979 à 54 ans, est un acteur et metteur en scène allemand.

## Biographie
Fils d'un marchand juif, Harry Meyen  est déporté au camp de concentration de Neuengamme à l'âge de 19 ans. Rescapé et libéré en 1945, il commence sa carrière au Théâtre Thalia à Hambourg.
Il est acteur de doublage en allemand pour Robert Mitchum, Dirk Bogarde, Peter Sellers, Michel Piccoli et Jean-Louis Trintignant.
Marié pendant douze ans avec l'actrice Anneliese Romer, il en divorce en mai 1966, après avoir fait la connaissance de Romy Schneider, le 1er avril 1965, lors de l'inauguration du restaurant Blatzheim, à l'Europa-Center de Berlin-Ouest où il est invité par Magda Schneider. Il épouse Romy Schneider en juillet  1966, leur fils David nait en décembre de la même année, mais ils se séparent en 1972. Leur divorce, prononcé à l'amiable, aux torts réciproques, ne sera effectif que le 5 juillet 1975 à Berlin-Ouest, en l'absence des deux intéressés. Harry réclame la moitié de la fortune de Romy Schneider contre l'abandon de la garde de leur fils. Le partage, portant uniquement sur les acquêts, a permis à Meyen de recevoir 1,4 million de marks.
Après plusieurs séjours à l'hôpital, où il suit régulièrement des cures de désintoxication, Harry Meyen se pend avec une écharpe en laine aux barreaux de l'échelle de secours qui longe son balcon. Il est enterré le 24 avril 1979 à Hambourg, au cimetière d'Ohlsdorf.
Son fils David Haubenstock meurt accidentellement en 1981 à l'âge de 14 ans.

## Filmographie
- 1948 : Arche Nora : Peter Stoll
- 1951 : K - Das Haus des Schweigens
- 1952 : Der Große Zapfenstreich : Leutnant Robert Kroldt
- 1952 : La Mandragore (Alraune) : Count Geroldingen
- 1952 : Wir tanzen auf dem Regenbogen : Grigory
- 1953 : Träume auf Raten (TV)
- 1953 : Geliebtes Leben : Jürgen von Bolin
- 1954 : Regina Amstetten : Jürgen von Bredow
- 1954 : Der Treue Husar : Fred Wacker
- 1954 : Fräulein vom Amt : Curt Cramer
- 1955 : Le Général du Diable (Des Teufels General) : Leutnant Hartmann
- 1956 : Nacht der Entscheidung : Philip Ardent
- 1956 : Meine 16 Söhne
- 1956 : Das Konzert (TV) : Dr. Franz Jura
- 1957 : Junger Mann, der alles kann : Hubert Rombach, Kunsthändler
- 1957 : Skandal in Ischl : Dr. Balsam, Assistenzarzt
- 1958 : Madeleine et le légionnaire (Madeleine und der Legionär) : Jean de Maire
- 1958 : Les Yeux noirs (Petersburger Nächte)
- 1958 : Der Eiserne Gustav : Assessor
- 1959 : Freddy, die Gitarre und das Meer : Lothar Brückner
- 1959 : Alt Heidelberg : Graf Detlev v. Asterberg
- 1960 : La Grande Vie (Das Kunstseidene Mädchen) : Heinrich
- 1960 : Liebling der Götter : Volker Hellberg
- 1960 : Sturm im Wasserglas : George
- 1960 : Eine Frau fürs ganze Leben (en) : Leutnant Karl Degenhardt
- 1961 : Les Fiancées d'Hitler (Lebensborn) : Hauptsturmführer Dr. Hagen
- 1961 : Mrs. Billings' Scheidung (TV) : Der Nervöse
- 1961 : Le Jeu de l'assassin (de) (Mörderspiel) : Andreas Troger
- 1962 : Médecin pour femmes (Frauenarzt Dr. Sibelius) : Dr. Möllendorf
- 1962 : La Femme rousse (Die Rote) : Herbert Lucas
- 1963 : Le Meurtrier : Tony
- 1964 : La Serrure aux treize secrets (Die Gruft mit dem Rätselschloß) : Inspector Angel
- 1966 : Der Tag des Zornes (TV) : SS-Sturmbannführer Born
- 1966 : Paris brûle-t-il? : Lieutenant Von Arnim / Lieutenant von Arnim
- 1966 : La Fantastique Histoire vraie d'Eddie Chapman (Triple Cross) de Terence Young : Lt. Keller
- 1970 : Endspurt (TV) : Sam Kinsale aged 40
- 1975 : Schließfach 763 (TV)
- 1975 : Ein Fall für Sie! - Sprechstunde nach Vereinbarung (TV)